# Cezary Sapiński
Cezary Sapiński (ur. 28 września 1994) – polski siatkarz, grający na pozycji środkowego.  Swoje pierwsze kroki w siatkówce stawiał w barwach MKS MDK Warszawa (2010-2013). W następnych sezonach środkowego mogliśmy oglądać w pierwszoligowych zespołach UKS Centrum Augustów (2013-2015) oraz SKS Hajnówka (2015-2017). Od 2017 roku występował w Ślepsku Malow Suwałki, z którym awansował do PlusLigi (2018/2019). 

## Sukcesy klubowe
Mistrzostwo I Ligi:
- 2019[2]

Puchar CEV:
- 2025[3]